# Asymmetrarcha
Asymmetrarcha es un género de polillas tortrícidas, categorizado en la tribu Gatesclarkeanini, de la subfamilia Olethreutinae. Fue descrito por Alexey Nikolaievich Diakonoff en 1973.

## Especies
- Asymmetrarcha iograpta (Meyrick, 1907)
- Asymmetrarcha metallicana Kuznetsov, 1992
- Asymmetrarcha thaiensis Kawabe, 1989
- Asymmetrarcha torquens Diakonoff, 1973
- Asymmetrarcha xenopa Diakonoff, 1973